# Reda Kharchouch
Reda Kharchouch, né le 27 août 1995 à Amsterdam aux Pays-Bas, est un footballeur néerlando-marocain qui joue au poste d'attaquant de pointe.

## Biographie
Reda Kharchouch naît en 1995 à Amsterdam de parents marocains originaires de Chefchaouen. Il grandit à Amsterdam-Est.

### En club

#### Débuts amateurs et SC Telstar (2001-2020)
Reda Kharchouch commence le football à l'AVV Zeeburgia au niveau amateur dès l'âge de six ans. En 2012, il quitte son club d'enfance pour s'engager au SV Diemen, ensuite au VVA/Spartaan avant d'intégrer le centre de formation de l'Ajax Amsterdam en 2015.
Le 1er juillet 2019, il s'engage librement pour une saison au SC Telstar,. Le 12 août 2019, il dispute son premier match en professionnel en D2 néerlandaise face au Jong AZ (match nul, 0-0), faisant un remarquable début professionnel tardif à l'âge de 24 ans. Plus d'une semaine plus tard, le 23 août, il inscrit son premier but professionnel face au SBV Excelsior (victoire, 3-0). Plus tard, le 12 octobre 2019, il inscrit un doublé face à TOP Oss (match nul, 2-2). Il termine sa première saison au niveau professionnel à la dixième place du classement de la D2 avec à son compteur 20 buts. Au niveau individuel, il arrive à la deuxième place des meilleurs buteurs de la saison derrière Robert Mühren (26).

#### Sparta Rotterdam et prêt au FC Emmen (2020-2022)
Le 1er juillet 2020, Reda Kharchouch s'engage pour un montant de 400.000 euros au Sparta Rotterdam en signant un contrat de deux saisons. Le 29 novembre 2020, il fait ses débuts en Eredivisie face au PSV Eindhoven (défaite, 1-0). Lors de ce match, le joueur se blesse et est écarté des terrains jusqu'à l'an prochain. Le 16 janvier 2021, il revient de blessure et inscrit son premier but face au PSV Eindhoven (défaite, 3-5).
Le 17 août 2021, il s'engage sous forme de prêt au FC Emmen en D2 néerlandaise. Le 29 octobre 2021, il dispute son premier match face au VVV Venlo (victoire, 1-0). Le 19 novembre 2021, il inscrit son premier but face au Jong PSV (victoire, 2-0). Au cours de la saison, Kharchouch retrouve son rythme vécu au SC Telstar et enchaîne le 25 février 2022 avec un doublé face à Jong Ajax (victoire, 2-1). Kharchouch termine la saison en étant sacré champion de la D2, assurant une montée du FC Emmen en Eredivisie,.

#### Excelsior Rotterdam (depuis 2022)
Le 12 juillet 2022, il signe un contrat de trois saisons à l'Excelsior Rotterdam, club promu en Eredivisie.

### En sélection
En 2020, il déclare à la presse néerlandaise avoir comme objectif de prétendre à une sélection avec l'équipe du Maroc. Il réévoque cette envie plus tard en 2023 via ESPN.

## Palmarès
FC Emmen
- Eerste Divisie (1) :
  - Champion : 2022.